# Matthew Butler
Matthew Calbraith Butler (8. ožujka 1836. – 14. travnja 1909.) bio je američki vojni zapovjednik i političar iz Južne Karoline. U mladosti je studirao pravo te je 1860. izabran u Zastupnički dom Južne Karoline ali je dao ostavku početkom američkog građanskog rata. Priključio se vojsci Konfederacije u kojoj je napredovao do čina general-bojnika. Nakon rata priključio se Demokratskoj stranci te odslužio tri termina kao zastupnik Južne Karoline u Senatu Sjedinjenih Američkih Država. Početkom španjolsko-američkog rata imenovan je za general-bojnika američkih dobrovoljaca. Nakon završetka rata nadzirao je odlazak španjolskih postrojbi s Kube, te se iste godine umirovio. 1904. je preselio u Meksiko gdje je neko vrijeme bio predsjednik rudarske tvrtke. Umro je u Washingtonu te je pokopan u Edgefieldu u Južnoj Karolini.